# لعاب قلع‌دار

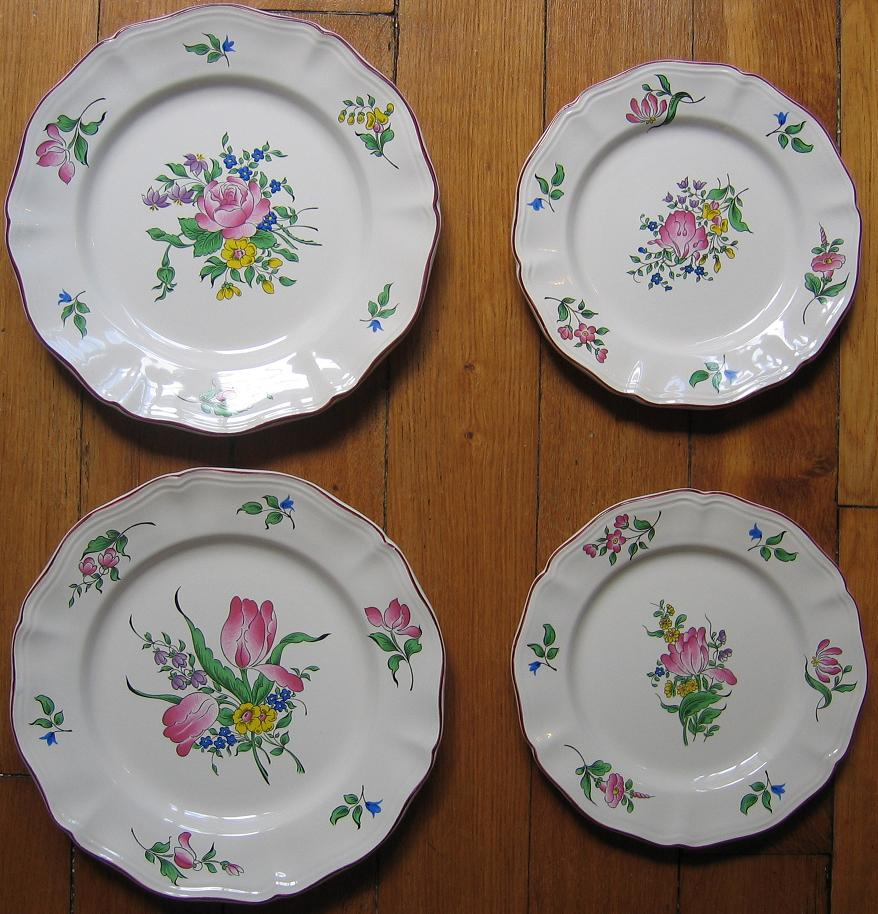
فینس فرانسوی، از Lunéville

لعاب قلع  فرآیندی است که بر روی قطعه‌های سفالی دارای لعاب قلع به عمل می‌آید لعاب سرامیکی که سفید است، براق و مات می‌شود که معمولاً روی ظروف سفالی قرمز یا نوعی از چرم‌ها اعمال می‌شود. لعاب قلع یک لعاب سرب، ساده است که مقدار کمی اکسید قلع به آن اضافه‌شده است .  تیرگی و سفیدی لعاب قلع موجب تقویت تزئینات زیادی بر روی آن می‌شود. از نظر تاریخی، رنگ‌ها زمانی لعاب آمیخته می‌شوند، که این کار معمولا قبل از یک بار پختن انجام می‌شده است. اما از قرن هفدهم با استفاده از لعاب‌هایی که با  لعاب دیگری، پوشیده‌شده با پخت دوم سبک آن‌، طیف وسیع‌تری از رنگ‌ها را فراهم می‌کند.  ماژولیکا ، مایولیکا ، دلفت ور و فایانس از جمله اصطلاحاتی هستند که برای انواع رایج سفال های دارای لعاب قلع  مورد استفاده واقع می‌شود.
یک جایگزین، لعاب سربی است که در آن لعاب اصلی شفاف است. در برخی از انواع سفال از هر دو استفاده می کنند.  اگر چه، هنگامی که تیکه‌ها فقط با سرب لعاب داده می‌شوند، لعاب در طول پخت به صورت مایع می‌شود و ممکن است پخش یا جمع شود. رنگ‌های نقاشی شده روی لعاب نیز ممکن است پخش یا دچار تیرگی شوند که قلع لعاب از این مشکلات جلوگیری می‌کند. 
این روش از خاور نزدیک سرچشمه گرفته و در طول اواخر قرون وسطی به اروپا رسید و اوج آن در مایولیکا ایتالیایی رنسانس بود.  به هیچ عنوان، سرامیک‌های آسیای شرقی مورد استفاده واقع نشد. اکسید قلع هنوز هم به خاطر این که در لعاب‌ها به عنوان مات کننده و همچنین به جهت رنگ سفیدش دارای ارزش است.  اکسید قلع مدت‌هاست که برای تولید لعاب سفید، مات و براق مورد استفاده قرار می‌گیرد.   اکسید قلع علاوه بر اینکه عاملی مات‌کننده است، به عنوان تثبیت‌کننده رنگ در برخی از ماده‌های رنگی و لعاب‌ها نیز استفاده می شود.  در برخی از لعاب‌های چینی الکتریکی از مقادیر جزئی در فازهای رسانا نیز استفاده می‌شود.  

## تاریخچه

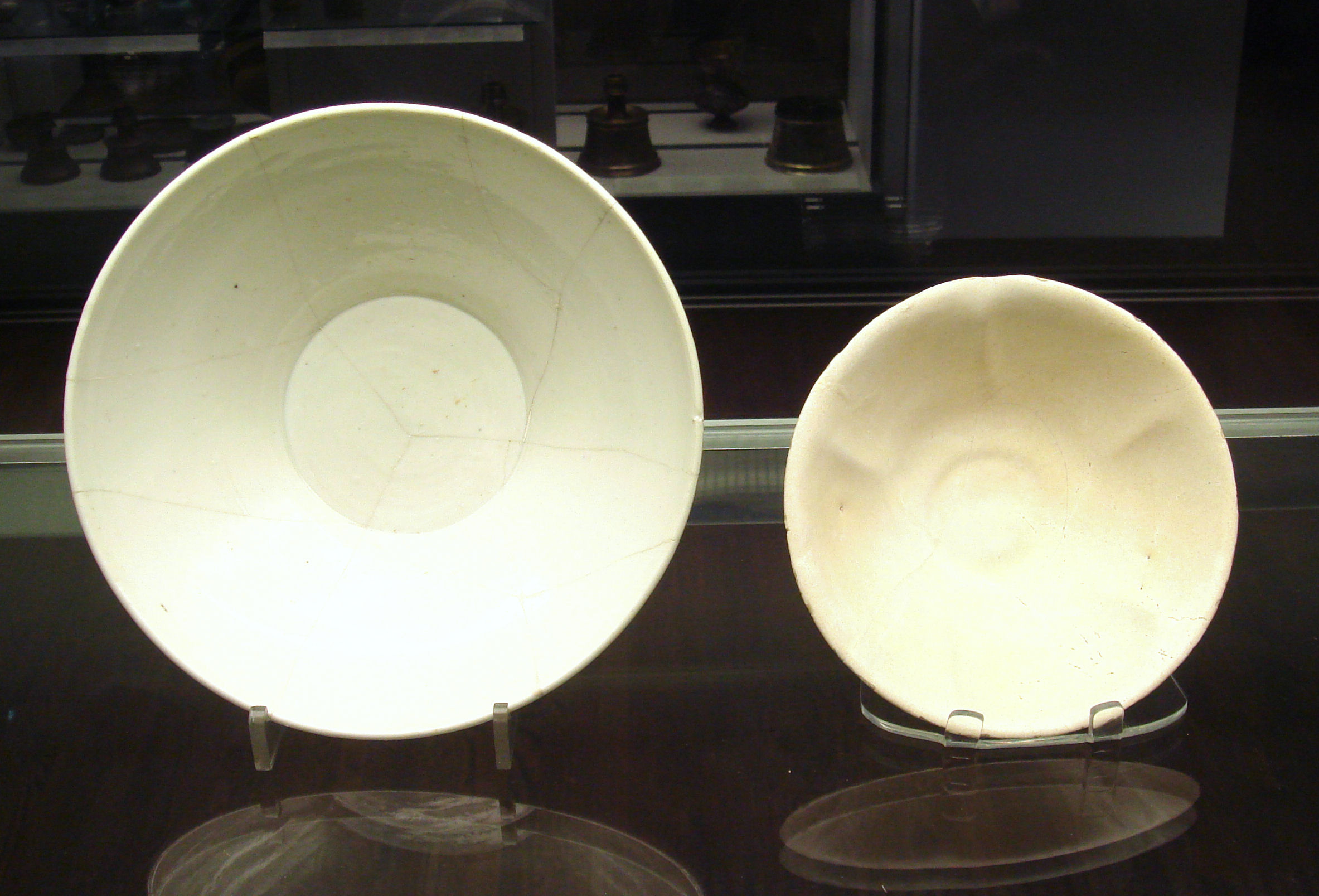
کاسه ظروف سفید چینی چینی ، بدون قلع (سمت چپ)، یافت شده در ایران ، و کاسه سفالی قلع لعاب عراقی (سمت راست) در عراق ، هر دو قرن 9-10، نمونه ای از تأثیرات چینی بر سفال های اسلامی. موزه بریتانیا.

به نظر می‌رسد کهن‌ترین سفال‌های قلع‌دار در زمان خلافت عراق عباسی (750-1258 م.)/ در بین‌النهرین در قرن هشتم ساخته‌شده است، این قطعه‌ها در طول جنگ جهانی اول از کاخ سامرا در حدود پنجاه مایلی شمال بغداد کاوش و استخراج شده است.  از بین‌النهرین، لعاب‌های قلع‌دار به مصر اسلامی (868-905 پس از میلاد) در طول قرن 10 و سپس به اسپانیای اندلس (711-1492 پس از میلاد) گسترش یافت و منجر به توسعه بیشتر ظروف سفالین براق اسلامی شد.  
تاریخچه پیدایش و ظهور لعاب قلع‌دار در جهان اسلام مورد بحث و بررسی است. یکی از دلایل احتمالی تولید اولیه ظروف با لعاب قلع‌دار را می‌توان به تجارت بین امپراتوری عباسی و چین باستان از قرن هشتم تا بعد از نهم نسبت داد که در نتیجه آن، سفالگران محلی اسلامی از ظروف سنگی سفید چینی تقلید کردند.  دلیل دیگر ممکن است لعاب‌سازی محلی باشد تحت تاثیر نفوذ خارجی، بطوریکه شباهت بین ویژگی‌های شیمیایی و ساختار ریز لعاب‌های سفید مات قبل از اسلام واولین ظروف مات شده با قلع از آن پشتیبانی می‌کند. 

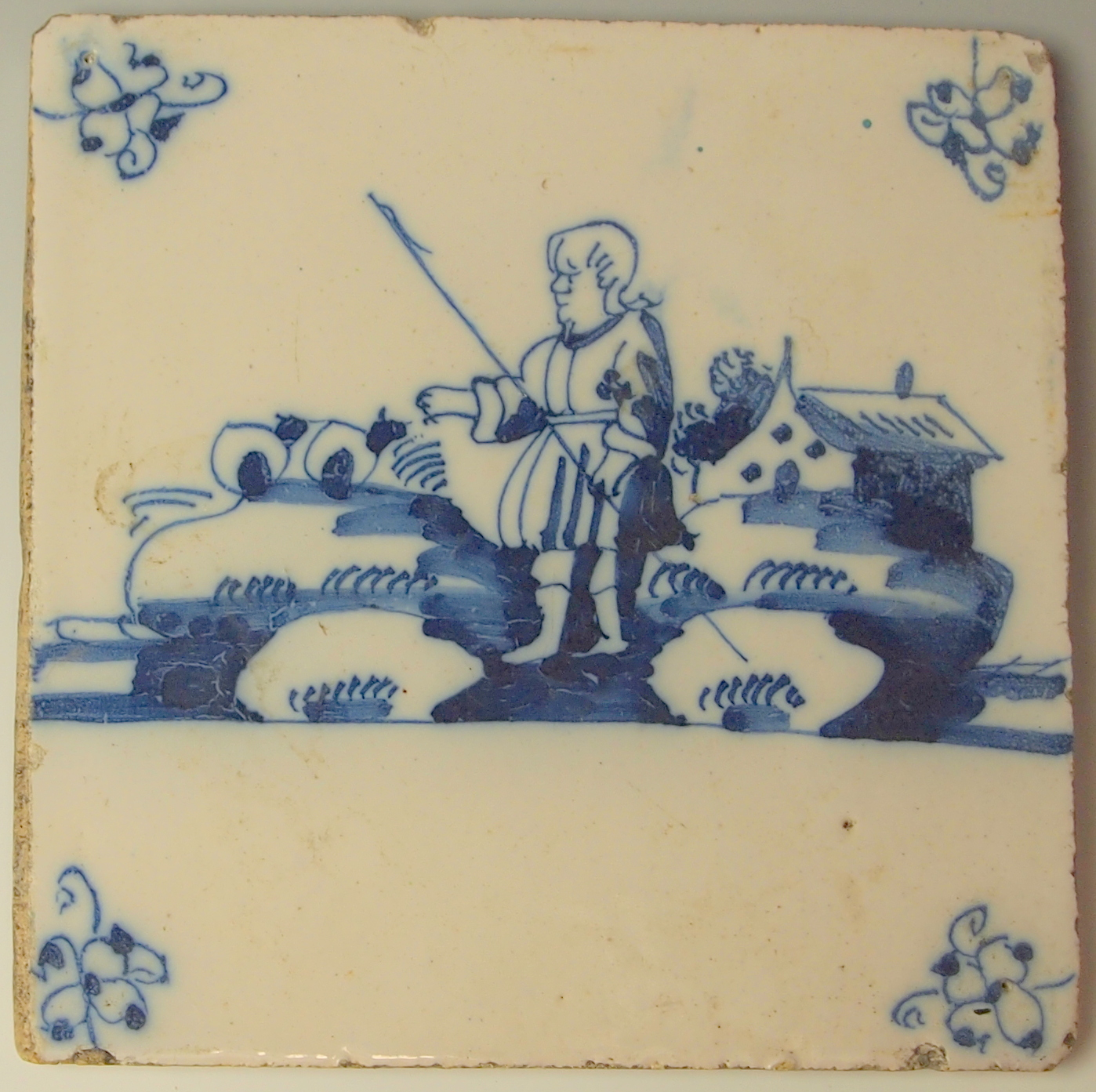
کاشی قلع لعاب دار دلفت ور هلندی

لعاب قلع‌داراز خاورمیانه و  از طریق جهان اسلام تا اسپانیا گسترش یافت. در قرن سیزدهم لعاب‌های قلع‌دار به ایتالیا رسید، جایی که اولین منبع ثبت‌شده استفاده از آنها در دهه 1330 است،  که منجر به پیدایش مایولیکا ایتالیایی شد. از جمله، لوکا دلا روبیا ، متولد فلورانس در حدود سال 1400، از اکسید قلع به عنوان مات‌کننده در لعاب استفاده کرد.  سفالگران شروع به کشیدن نقاشی‌های رنگارنگ روی سطح سفید و مات با استفاده از اکسیدهای فلزی مانند اکسید کبالت و در نتیجه تولید ظروف سفالین براق را آغاز کردند. با استفاده از لعاب مات‌ و سفید که با افزودن اکسید قلع، رنگ سفید مات به دست می‌آید. شکل سفید رنگ دلفت‌ور و ماژولیکا انگلیسی،  ظاهر چینی را تقلید می‌کند.  
در اواخر قرن هجدهم، کاهش قیمت ظروف چینی، و از طرفی گسترش ظروف خامه‌ای جدید انگلیسی و انواع مربوط به آن که قوی‌تر، سبک‌تر و غالبا ارزان‌تر از ظروف سفالی سنتی بود، ضربه سنگینی به تولید ظروف لعاب قلع‌دار  زد و تولیدات مفید این ظروف تقریباً متوقف شد، به طوریکه "در سال 1850 در فرانسه صنعت تقریباً منقرض شده بود".  در سال 1947 آرتور لین نوشته: «اکنون فقط در چند مکان [که در اروپا ساخته شده است] تا به گردشگران سوغاتی ارائه کند» 

### فرآیند ساخت و رنگ
اگرچه دستور تهیه لعاب قلع‌دار ممکن است در مکان‌ها و دوره‌های مختلف متفاوت باشد، اما روند تولید لعاب قلع‌دار مشابه است. به طور کلی اولین مرحله تولید لعاب قلع‌دار مخلوط کردن قلع و سرب به منظور تشکیل اکسید است که سپس به قالب لعاب (مثلا لعاب قلیایی سیلیکات) اضافه شده و حرارت داده می‌شود.  پس از خنک شدن مخلوط، اکسید قلع مانند آنچه در بالا ذکر شد، شفاف می‌شود، بنابراین لعاب‌هایی به نام لعاب سفید قلع‌دار مات، ایجاد می‌کند. علاوه بر این، بدنه ظروف مات‌شده با قلع معمولا از خاک‌های رس آهکی حاوی 15 تا 25 درصد CaO است که ضریب انبساط حرارتی آن نزدیک به لعاب‌های قلع‌دار است، بنابراین از خردشدگی در طول فرآیند پخت جلوگیری می‌شود.   از سوی دیگر، خاک رس آهکی که در یک جو اکسیدکننده پخته می‌شود منجر به ایجاد رنگ چرم زرد می‌شود و در نتیجه غلظت اکسید قلع مورد استفاده را کاهش می‌دهد 
سطح سفید و مات لعاب قلع‌دار، را یک مبنای خوب و عالی برای دکوراسیون رنگ‌آمیزی به وجود آورد. تزئینات به صورت اکسیدهای فلزی می‌باشند، بدین صورت که معمولاً اکسید کبالت برای آبی، اکسید مس برای سبز، اکسید آهن برای قهوه‌ای، دی اکسید منگنز برای بنفش-قهوه ای و آنتیموان برای زرد استفاده می‌شود. مایولیکا یک فرد ایتالیایی بعدا، تعدادی از این اکسیدها را برای تولید نقاشی‌های چند رنگی دارای جزئیات و واقعی به نام istoriato ترکیب کرد. سفالگران مدرن می‌توانند به این اکسیدها  رنگ‌های سرامیکی پودری ساخته شده از ترکیبات اکسید و گاهی اوقات لعاب‌دارشده را اضافه کنند.  در قرن شانزدهم، استفاده از رنگ‌های لطیف و ترکیبی که به اندازه کافی قوی نبودند که به لعاب مات نفوذ کنند، کنترل ظریف بر روی رنگ‌های مختلف را امکان‌پذیر کرد و بنابراین نقاشی باید روی سطح لعاب‌دار انجام می‌شد، که این امر نقاشی بر روی ظروف لعابی قلع‌دار را به روشی رایج تبدیل شود. 
این روش تا قرن 18 مورد استفاده قرار می‌گرفت و در انگلیسی با نام فرانسوی grand feu  شناخته می‌شد. اجناس دو بار پخته می‌شدند، ابتدا فقط بدنه سفالی، سپس یک مرحله دیگر پس از افزودن لعاب و رنگ‌های افزوده شده. رنگ‌های اعمال‌شده در بالای لعاب در حین پخت با آن ترکیب می‌شود (در نتیجه در این شیوه نقاشی زیر لعاب مورد استفاده با لعاب شفاف متفاوت است).  نقطه ضعف آن این بود که تنها گروه اندکی از رنگدانه‌ها پس از پخت در دمای نسبتاً بالا تا 1000 درجه سانتی گراد رنگ خوبی تولید می‌کردند. اینها شامل آبی کبالت ، بنفش تیره منگنزی ، سبز مسی، زرد آنتیموان ، و رنگ‌های قرمز و قهوه‌ای آهنی بسیار سخت بود که فقط برخی از سفال‌گران توانستند از  آن قرمز خوبی بسازند. 